# 檀韶
檀 韶（たん しょう、366年 - 421年）は、東晋から南朝宋にかけての軍人。字は令孫。本貫は高平郡金郷県。

## 経歴
代々京口に居住した。はじめ兗州従事として召され、西曹主簿や輔国司馬をつとめた。元興2年（403年）、桓玄が帝を称すると、檀韶は弟の檀祗や檀道済らとともに劉裕の起兵に従って桓玄を討った。元興3年（404年）、建康平定に従い、行参建武将軍事をつとめた。建康が平定されると、檀韶は鎮軍参軍となり、寧遠将軍・東海郡太守の任を加えられた。建武将軍の号に進み、龍驤将軍・秦郡太守に転じ、北陳留郡内史となった。桓玄平定の功績により、巴丘県侯に封じられた。参車騎将軍事となり、龍驤将軍の号を加えられた。驍騎将軍の号を受け、中軍諮議参軍となり、寧朔将軍の号を加えられた。
義熙5年（409年）、劉裕の南燕に対する征討に従い、向弥・胡藩ら50人を率いて臨朐城を攻撃して陥落させた。広固を包囲したが、夜間に燕軍に楼閣を焼かれて包囲を分断されたため、横野将軍に降格された。義熙6年（410年）、広固城の陥落にあたって、檀韶は先頭に立って部下を率い戦ったため、北琅邪郡太守を領し、寧朔将軍・琅邪内史に進んだ。劉裕の盧循に対する征討に従い、左里で戦って戦功を挙げ、宜陽県侯に封じられた。宮中の六門の内で輿に乗った罪を問われ、官位を剥奪されて任職をつとめるよう命じられた。義熙7年（411年）、輔国将軍の号を受けた。義熙8年（412年）、母が死去して喪に服し、冠軍将軍として再起した。義熙9年（413年）、再び琅邪内史となった。淮南郡太守となり、姑孰に駐屯した。まもなく左将軍に進み、江州大中正を兼ねた。義熙12年（416年）、都督江州豫州之西陽新蔡二郡諸軍事・江州刺史に転じた。罪があって、免官された。
永初2年（421年）、建康で死去した。享年は56。安南将軍・散騎常侍の位を追贈された。
子の檀緒が後を嗣いだが、檀緒が死去すると子がなく、封は除かれた。

## 伝記資料
- 『宋書』巻45 列伝第5
- 『南史』巻15 列伝第5